# Cyperus macrorrhizus
Cyperus macrorrhizus är en halvgräsart som beskrevs av Christian Gottfried Daniel Nees von Esenbeck. Cyperus macrorrhizus ingår i släktet papyrusar, och familjen halvgräs. Inga underarter finns listade i Catalogue of Life.